# Blatné (přírodní památka)
Blatné (dříve též Hradené jazero Blatné) je zrušená přírodní památka v katastrálním území obce Ľubochňa v okrese Ružomberok v Žilinském kraji. Území bylo vyhlášeno v roce 1990 a jeho rozloha byla 4,29 ha. Předmětem ochrany bylo jezero vytvořené skalním řícením, který přehradil údolí. Přírodní památka byla k 1. lednu 2024 zrušena a její území bylo začleněno do systému zón národního parku Velká Fatra.

## Přírodní poměry
Blatná dolina, jako jedna z odnoží Ľubochnianské doliny, je na rozdíl od mnoha jiných dolin Velké Fatry zařezaná až do krystalického jádra Západních Karpat (lokálně označovaného jako tzv. Ľubochnianský masiv) tvořeného prvohorními horninami žulového typu. Přímo na stoupající lesní cestě je možné spatřit lesklé lupeny muskovitických slíd a růžových živců tvořících spolu s křemenem základ granitů a granodiority. Výše ve svazích v žulovém nadloží vystupují na povrch méně kompaktní skalní útvary tvořené sedimentárním obalem jádra - druhohorním souvrství vápenců a dolomitů z tzv. šiprúnskej série.
Současné klima netvoří ideální podmínky pro rychlé svahové pohyby. Zejména v jarním období sice kvůli účinkům mrazu padají úlomky hornin, často i celé bloky, ale intenzivnější byly tyto procesy naposledy v starších obdobích kvartéru (čtvrtohor). Výsledkem jednoho takového katastrofálního zhroucení skal je i hrazené jezero Blatné. Příčinou jeho vzniku byl rychlý mechanický pohyb svahu - skalní zřícení, v důsledku čehož bylo přehrazené celé údolí a vzniklo jezero. Ve světě je tento jev relativně běžný, na Slovensku je však znám pouze zde v údolí Blatné, přičemž i v rámci jádrových pohoří celých Karpat se jedná o ojedinělý geomorfologický jev. Celkový nános zřícených skal (vápenců a dolomitů) z jižních svahů Perašína (1280 m n. m.) se odhaduje na 200 000 m³.